# Pi2 Boötis
Título a ser usado para criar uma ligação interna é Pi2 Boötis.
Pi2 Boötis (29 Boötis) é uma estrela na direção da constelação de Boötes. Possui uma ascensão reta de 14h 40m 43.90s e uma declinação de +16° 25′ 04.0″. Sua magnitude aparente é igual a 5.88. Sua magnitude absoluta é igual a .